# Trastorn de desregulació disruptiva de l'estat d'ànim
El trastorn de desregulació disruptiva de l'estat d'ànim (TDDEA) és un trastorn mental en nens i adolescents caracteritzat per un estat d'ànim persistentment irritable o enfadat i freqüents esclats de còlera desproporcionats amb la situació i significativament més greus que la reacció típica dels iguals de la mateixa edat. El TDDEA es va afegir al DSM-5 com un tipus de diagnòstic de trastorn depressiu per a joves. Els símptomes del TDDEA s'assemblen als del trastorn per dèficit d'atenció amb hiperactivitat (TDAH), el trastorn negativista desafiant (TOD), els trastorns d'ansietat i el trastorn bipolar infantil.
El TDDEA va aparèixer per primer cop com a trastorn al Manual de diagnòstic i estadística dels trastorns mentals, cinquena edició (DSM-5) el 2013 i es classifica com un trastorn de l'estat d'ànim. Els tractaments inclouen medicaments per controlar els símptomes de l'estat d'ànim, així com la teràpia individual i familiar per abordar les habilitats de regulació de les emocions. Els nens amb TDDEA corren el risc de desenvolupar depressió i ansietat en etapes posteriors.

## Signes i símptomes
La majoria de pares de nens amb TDDEA indiquen que els seus fills van mostrar per primera vegada signes i símptomes del trastorn durant els anys preescolar. Els nens amb TDDEA presenten esclats de còlera greus i recurrents tres o més vegades per setmana. Tot i que molts nens tenen enrabiades ocasionals, els joves amb TDDEA tenen brots desproporcionats en quant a la seva intensitat o durada. Aquests esclats poden ser verbals o conductuals. Els esclats verbals sovint són qualificats de rebequeries. Els nens poden cridar i plorar durant períodes excessivament llargs, de vegades amb poca provocació. Els esclats físics es poden dirigir a persones o béns. Els nens poden tirar objectes; colpejar, bufetejar o mossegar els altres; destruir joguines o mobles; o, en general, actuar d'una manera nociva o destructiva.
Els nens amb TDDEA també mostren un estat d'ànim persistentment irritable o enutjat, observable per altres. Pares, professors i companys de classe descriuen a aquests nens habitualment com enfadats, emprenyats, agressius o que "exploten" fàcilment. A diferència de la irritabilitat, que pot ser símptoma d'altres trastorns de la infància com ara el TOD, els trastorns d'ansietat i el trastorn depressiu major, la irritabilitat mostrada pels nens amb TDDEA no és episòdica ni depèn de la situació. Al TDDEA, la irritabilitat o la ira són greus i es mostren la major part del dia, gairebé cada dia en múltiples escenaris, durant un o més anys.
El DSM-5 inclou diversos criteris de diagnòstic addicionals que descriuen la durada, la configuració i l'aparició del trastorn: els esclats han d'estar presents com a mínim 12 mesos, tenen lloc en almenys dos escenaris (per exemple, a casa i a l'escola), i són greus en almenys un entorn. Els símptomes apareixen abans dels deu anys i el diagnòstic s'ha de fer entre els 6 i els 18 anys. Aquest nou diagnòstic es va posar en pràctica per ajudar els nens que, tot i que podien haver estat diagnosticats amb trastorn bipolar, no se'ls tractava adequadament la seva ràbia explosiva.

### Comorbilitat
Les característiques fonamentals del TDDEA –esclats de còlera i irritabilitat crònica– de vegades es veuen en nens i adolescents amb altres malalties psiquiàtriques. Diferenciar el TDDEA d'aquestes altres condicions pot ser difícil. Els tres trastorns que s'assemblen més al TDDEA són el TDAH, el TOD i el trastorn bipolar en nens. A més, en mostres clíniques i comunitàries, el TDDEA és altament comòrbid amb trastorns d'interiorització i externalització, particularment amb el TOD, i el resultat funcional a llarg termini és deficient.

## Causes
Les causes de la TDDEA són poc conegudes.
Els joves amb TDDEA tenen dificultats per assistir, processar i respondre a estímuls emocionals negatius i experiències socials a la seva vida quotidiana. Per exemple, alguns estudis han demostrat que els joves amb TDDEA tenen problemes per interpretar els indicis socials i les expressions emocionals d'altres persones. Aquests joves poden ser especialment dolents a l'hora de jutjar les mostres emocionals negatives d'altres, com els sentiments de tristesa, por i ràbia. Els estudis amb ressonància magnètica funcional suggereixen que l'hipoactivitat de l'amígdala, l'àrea cerebral implicada en la interpretació i l'expressió de les emocions i els nous estímuls, està associada a aquests dèficits. Els dèficits per interpretar indicis socials poden predisposar els nens a casos d'ira i agressió en entorns socials amb poca provocació. Per exemple, els joves amb TDDEA poden prestar atenció selectivament a indicis socials negatius (per exemple, altres burlant-se) i minimitzar tota la resta d'informació sobre els esdeveniments socials. També poden interpretar erròniament les mostres emocionals dels altres, creient que accions benignes són hostils o amenaçadores. En conseqüència, són més propensos que els seus companys a actuar de manera impulsiva i enfadada.
Els nens amb TDDEA també poden tenir dificultats per regular les emocions negatives quan aquestes emergeixen. Per estudiar aquests problemes amb la regulació d'emocions, els investigadors van demanar als nens amb TDDEA que juguessin a jocs d'ordinador programats perquè els nens perdessin. Mentre jugaven a aquests jocs, els nens amb TDDEA mostraven més agitació i excitació emocional negativa que els seus companys amb un desenvolupament normal. A més, els joves amb TDDEA van mostrar una activitat notablement més gran en el gir frontal medial i el còrtex cingulat anterior en comparació amb altres joves. Aquestes regions cerebrals són importants perquè participen en l'avaluació i el processament d'emocions negatives, en el seguiment del propi estat emocional i en la selecció d'una resposta efectiva quan s'està molest, enfadat o frustrat. En conjunt, aquestes troballes suggereixen que els joves amb TDDEA estan més fortament influenciats per esdeveniments negatius que altres joves. Poden enfadar-se més i seleccionar maneres menys efectives i socialment acceptables de fer front a les emocions negatives quan sorgeixen. Un altre estudi preveia que els nens de 6 anys amb TDDEA a l'edat de 9 anys tindrien una deficiència funcional més gran i problemes amb els iguals i els professionals de suport educatiu.

## Tractament

### Medicació
L'evidència per al tractament és feble i aquest es determina en funció de la resposta del metge als símptomes que presenten les persones amb TDDEA. Com que el medicament estabilitzant de l'estat d'ànim, el liti, és eficaç en el tractament d'adults amb trastorn bipolar, alguns metges l'han utilitzat per tractar el TDDEA tot i que no s'ha demostrat que sigui millor que el placebo per alleujar els signes i símptomes del TDDEA. El TDDEA es tracta amb una combinació de medicaments dirigits a la presentació dels símptomes del nen. Per a joves amb TDDEA sol, de vegades s'utilitza la medicació antidepressiva per tractar problemes subjacents amb irritabilitat o tristesa. Per a joves amb esclats de còlera inusualment forts, es pot justificar una medicació antipsicòtica atípica, com la risperidona. Els dos medicaments, però, estan associats a efectes secundaris significatius en nens. Finalment, per a nens amb TDDEA i TDAH, a vegades s'utilitza la medicació estimulant per reduir els símptomes de la impulsivitat.

### Psicosocial
S'han desenvolupat diverses intervencions cognitivo-conductuals per ajudar els joves amb irritabilitat crònica i esclats de còlera. Com que molts joves amb TDDEA presenten problemes com els de TDAH i TOD, els experts van intentar inicialment tractar aquests nens mitjançant la gestió de contingències. Aquest tipus d'intervenció consisteix a ensenyar als pares a reforçar el comportament adequat dels fills i a extingir (normalment mitjançant omissió sistemàtica o temps-fora) les conductes inapropiades. Tot i que la gestió de contingències pot ser útil per als símptomes del TDAH i el TOD, no sembla reduir les característiques més destacades del TDDEA, és a dir, la irritabilitat i la còlera.

## Prognosi
Poc se sap sobre el curs del TDDEA. La irritabilitat crònica i els esclats d'enuig que caracteritzen el TDDEA sovint perduren durant l'adolescència primerenca si no són tractats, encara que no hi ha estudis longitudinals prospectius ben dissenyats. En quan als efectes a llarg termini del TDDEA i problemes en l'edat adulta, els participants en un estudi longitudinal amb història de TDDEA eren més propensos que els seus homòlegs de procedir de famílies empobrides i cases monoparentals. A més, els participants amb un diagnòstic de TDDEA infantil eren més propensos a desenvolupar trastorns depressius o d'ansietat a l'edat adulta; presentaven taxes més elevades de mals resultats en salut, com ara transmissió de malalties sexuals, malalties i tabaquisme; tenien més probabilitats d'involucrar-se en conductes il·legals o de risc, així com de ser condemnats per càrrecs de delicte greu; i eren més propensos a empobrir-se. El TDDEA a l'edat de 6 anys també prediu trastorn depressiu (actual i al llarg de la vida) i trastorn per dèficit d'atenció amb hiperactivitat (TDAH) a l'edat de 9 anys.

## Epidemiologia
No hi ha bones estimacions de la prevalença del TDDEA, però els estudis primaris han trobat una taxa del 0,8 al 3,3%. Els estudis epidemiològics demostren que aproximadament el 3,2% dels nens de la comunitat presenten problemes crònics d'irritabilitat i còlera, les característiques essencials del TDDEA. Probablement aquests problemes són més comuns entre els joves de l'àmbit clínic. Segons els qüestionaris per a pares, aproximadament el 30% dels nens hospitalitzats per problemes psiquiàtrics compleixen criteris de diagnòstic per a TDDEA; un 15% compleix els criteris segons les observacions del personal de l'hospital.

## Història
A partir de la dècada de 1990, alguns clínics van començar a observar nens amb hiperactivitat, irritabilitat i esclats de còlera intensos. Aquests símptomes interferien molt la seva vida a casa, a l'escola i amb els amics. Com que altres diagnòstics, com el TDAH i el TOD, no captaven la gravetat de la irritabilitat i la ràbia dels nens, molts d'aquests nens eren diagnosticats de trastorn bipolar. Els estudis longitudinals van demostrar que els nens amb irritabilitat crònica i esclats de còlera sovint desenvolupaven problemes posteriors d'ansietat i depressió i rarament desenvolupaven trastorns bipolars a l'adolescència o l'edat adulta. En conseqüència, els desenvolupadors del DSM-5 van crear una nova etiqueta de diagnòstic, el trastorn de desregulació disruptiva de l'estat d'ànim o TDDEA, per descriure nens amb irritabilitat persistent i esclats de còlera. El 2013, l'American Psychiatric Association (APA) va afegir el TDDEA al DSM-5 i la va classificar com a trastorn depressiu.